# Джим Рейнър
Джеймс „Джим“ Рейнър (на английски: James „Jim“ Raynor) е измислен персонаж от компютърната игра StarCraft, създадена от Blizzard Entertainment.

## Лични данни
Раса: Теран
Пол: Мъж
Години: 35
Принадлежност:„Теранска Конфедерация“ „Дяволите на Хевън“ „Първи ескадрон“ „Синовете на Корхал“, „Ездачите на Рейнър“
Длъжност: Колониален Шериф, капитан на крайцера „Хиперион“, водач на „Ездачите на Рейнър“
Джеймс Рейнър е бил женен и е имал син, който е бил „надарен“ и е взет за програмата за „Духове“ където е починал. След това жена му го напуска а неговият живот никога няма да е същият и тогава се поражда омразата му към телепатите.

## Капитан и Синовете на Корхал
Рейнър първоначално е бил Маршал на планетата Мар Сара. Той получава сигнал за помощ от Станция Бекуатър. Знаейки че ще отнеме много време на генерал Дюк и Ескадрон Алфа да спаси колонистите там, той повежда локалната милиция в тяхна помощ. Там намира зерги и се бори с тях. Когато взривява Заразен Команден център на Конфедерацията, е арестуван от Дюк. Когато е в затвора, той наблюдава спасението на колонистите.
Синовете на Корхал го освобождават от затворническия кораб и той решава да се присъедини към тях, получавайки ранг капитан. Колониалният магистрат на Мар Сара също се съюзява със Синовете и става командир.
Рейнър прониква в инсталацията Якобс, където открива обезпокояващи данни за Конфедерацията и Зергите. Той сваля данни от Конфедеративната мрежа за ново оръжие, свързано със Зергите.
Флота на Синовете е готов за открито въстание. Отиват на Антига Прайм и там превземат базата и унищожават оставащите сили на планетата. Там Рейнър се среща със заместника на Менгск, лейтенант Сара Кериган, която се оказва телепат. Тяе убила Конфедератския офицер, контролиращ жителите на Антига. Те се съюзяват с Синовете на Корхал и с тяхна помощ разбиват това, което е останало от Ескадрон Алфа.
Генрал Дюк не успява да ги спре, защото корабът му Норад 2 е свален от Зергските сили. Менгск дава заповеди на Рейнър да го спаси, независимо че не е доволен. След това Генерал Едмънд Дюк се присъединява към въстанието заедно с целия Ескадрон Алфа.
Следващото събиране на водачите на въстанието е когато е конструиран Псай Емитъра – Конфедеративно устройство, което привлича Зергите. Тестват го, когато се появява нова Конфедеративна дивизия на Антига Прайм от Ескадрон Делта. Активира го Кериган. Синовете на Корхал напускат планетата преди да дойдат Зергите, които имат за цел унищожаването на Конфедератските сили.
След това пътуват към столицата на Конфедерацията – Тарсонис чрез план на Дюк те разбиват защитните платформи. След заповеди на Менгск той слага Емитъри на платформата, а малка ударна група отива на планетата водена от Рейнър. Всички са против това да се ползват пак Емитерите, но Менгск не иска и да чуе.

## Предателството и провал
Тогава се появява Протоският флот под командването на Тасадар и се явява в защита на града Ню Гетисбърг. Тогава е заповядано на Кериган да поведе военна сила, за да спре Протосите. Когато тя ги побеждава, е заобиколена от Зергите. Рейнър влиза в конфликт с Менгск, когато той решава да напусне заедно с флота без да евакуира Кериган и войните ѝ.
След като загубват връзка с наземните сили, Рейнър се скарва с Менгск, който му казва че никой и нищо няма да го спре.
Тогава Рейнър, Командира от Мар Сара и техните воини стават бунтовниците на име „Ездачите на Рейнър“. Те отвличат командния кораб Хиперион. През това време Дюк е активирал главното йонно оръдие на платформата, след като го унищожава, Рейнър напуска планетата.
Известно време след това Рейнър е призован от Псайоничен вик на планетата Чар. Скоро след като каца, базата му е превзета от Зерги под командването на Заразената Кериган. Той е шокиран да я види жива, а още повече, че е Зерг.

## Алианс с протосите
Рейнър се съюзява с екзекутора Тасадар, който е бил отговорен за прочистването на колониите, но не се е подчинил, понеже видял, че твърде много хора загиват и без това от Зергите.
Рейнър му помага, когато Протосите от Айър идват да го арестуват на Чар. След това заедно отиват да спасят Зератул и Тъмните Тамплиери. Екзекутора, Рейнър, Тасадар, Зератул, Тъмните Тамплиери и последователите им пътуват към Айур. Там са посрещнати от Феникс и се изправят срещу Конклава. След дълга битка Тасадар се предава на Конклава. Рейнър, Феникс и Екзекутора решават да го спасят. Точно когато го освобождават, са заобиколени от силите на Конклава, а те от своя страна са заобиколени от силите на Тъмния Тамплиер, и така той е спасен.
Накрая всички герой и силите им се изправят срещу Оувърмайнда, който е дошъл на Айур и накрая го побеждават, но с цената на живота на Тасадар.

## Родовите войни
Зергите заличават 70% от населението на Айур. Рейнър се обединява с Феникс, Алдарис и Зератул, за да спасят оцелелите. Зератул казва че може да евакуира Айур към неговата родна планета Шакурас – планетата на Тъмните Тамплиери чрез последната действаща Телепортна врата. Рейнър и Феникс остават на Айур да пазят вратата там, за да не минават Зерги през нея.
Известно време след това Рейнър спасява Арктуръс Менгск от ареста на Обединения Земен Директорат. Заедно бягат на Айур, където са преследвани, но успяват да се измъкнат през портата, която впоследствие е унищожена.
Кериган иска от него и Феникс да доведе Менгск при нея. Тя успява да подведе всички, че имат общ враг – ОЗД, и ги манипулира да и помогнат да унищожи Свръхразума, който ОЗД пленява на Чар.
Първо Рейнър помага за унищожаването Псай Дисруптора като унищожава Генераторите на сила. След това помага за завземането на Корхал за Менгск. Сутринта след като са превзели Корхал, Кериган прави своето предателство, като убива Феникс и Едмънд Дюк. Рейнър, разбрал за нейното предателство, се заклева да я убие, след което заедно с войните си изчезва.
Доста време след това той помага на Артанис и Тал'даримската протоска каста да освободят съживения Алексей Стуков, който е заразен от Церебрата Калот и му помага в командването на собствено ято, наречено „Новото Ято“ на планетата Браксис.